# 聯合國國際貿易法委員會
聯合國國際貿易法委員會（贸易法委员会）由聯合國大會根據其1966年12月17日的第2205號決議第XXI章成立，旨在「促進國際貿易法逐步協調和統一」。聯合國國際貿易法委員會在紐約市和維也納輪流舉行年會，處理工作。

## 歷史
世界貿易在20世紀60年代起急速發展，各國政府開始意識到，需要有一套全球的標準和規則，以協調國家和地區的相關法規。

## 會員
聯合國國際貿易法委員會的原始成員有29個國家，1973年擴大到36個，到2002年已有60個。成員國來自不同地理區域，各有不同的法律傳統和經濟發展水平。成員國包括14個非洲國家、14個亞洲成員國、8個東歐國家、10個拉丁美洲和加勒比國家、以及14個西歐國家。該委員會成員國由大會選舉產生。成員的構成，代表了世界各個不同地理區域，以及其經濟和法律制度。委員會成員的任期為六年；每隔三年，半數成員會重選。

### 非洲
- 阿尔及利亚（2016）
- (2022)
- (2019)
- (2022)
- 賴索托 (2022)
- 利比里亚 (2019)
- 毛里塔尼亚 (2019)
- 模里西斯 (2022)
- 纳米比亚 (2019)
- 奈及利亞 (2022)
- (2022)
- （2017）
- 乌干达（2022）
- 坦桑尼亚（2062）
- 尚比亞 (2019)

### 亚洲
- 印度 (2022)
- 中國 (2019)
- 印度尼西亞 (2019)
- 伊朗 (2022)
- 以色列 (2022)
- 科威特 (2019)
- 黎巴嫩 (2022)
- 日本 (2019)
- 马来西亚 (2019)
- 巴基斯坦 (2022)
- 菲律賓 (2022)
- 新加坡 (2019)
- (2019)
- 斯里蘭卡 (2022)
- 泰國 (2022)

### 欧洲
- 亞美尼亞 (2019)
- 奥地利 (2022)
- 白俄羅斯 (2022)
- 保加利亚 (2019)
- 捷克 (2022)
- 丹麦 (2019)
- 法國 (2013)
- 德国 (2013)
- 希腊 (2013)
- 匈牙利(2019)
- 義大利 (2016)
- 立陶宛（2019）
- 波蘭 (2012)
- 羅馬尼亞 (2016)
- 俄羅斯 (2013)
- 西班牙 (2016)
- 瑞士(2019)
- 大不列顛及北愛爾蘭聯合王國 (2019)
- 土耳其 (2022)

### 北美洲
- 加拿大 (2019)
- （2025）
- (2019)
- 墨西哥 (2019)
- 美国 (2022)

### 大洋洲
- (2022)

### 南美洲
- 阿根廷 (2016)
- 巴西 (2022)
- 智利 (2022)
- 哥伦比亚 (2022)
- (2022)
- 秘魯（2025）
- 委內瑞拉 (2022)

## 公約
公約是具有約束力的協議，締約國經過批准或生效程序，須遵守有關公約。通過具有約束力的法律義務，公約旨在建立統一的法律。要成為公約的締約國，各國須將有約束力的正式加入文件或批准書交存於存放處。通常要有若干數量的批准書，公約才會生效。
以下列出貿易法委員會部分公約：
- 《国际货物销售时效期限公约》（1974年）
- 《联合国海上货物运输公约》-"汉堡规则" (1978)
- 《联合国国际货物销售合同公约 》 (1980)
- 《联合国国际汇票和国际本票公约》（1988）
- 《联合国国际贸易运输港站经营人赔偿责任公约》（1991年）
- 《联合国独立担保和备用信用证公约》（1995）
- 《联合国国际贸易应收款转让公约》（2001年）
- 《联合国国际合同使用电子通信公约》（2005年）
- 《联合国全程或部分海上国际货物运输合同公约》-"鹿特丹规则"  (2008)
- 《聯合國投資人與國家間基於條約仲裁透明度公約》- "模里西斯公約" (2015)